# Quartier Lacan
Pour les articles homonymes, voir Lacan.
Pour plus de détails, voir Fiche technique et Distribution.
Quartier Lacan est un documentaire d'Emil Weiss, sorti le 28 novembre 2001, sur l'héritage intellectuel laissé par le psychiatre et psychanalyste Jacques Lacan.

## Synopsis
Quartier Lacan s'attache à montrer la place de Jacques Lacan et son influence dans les différents courants de la psychanalyse moderne. Le réalisateur Emil Weiss tente ainsi de définir les enjeux de la psychanalyse et à rendre intelligible cette discipline réputée difficile.

## Fiche technique
- Titre : Quartier Lacan
- Réalisation : Emil Weiss
- Scénario : Florence Gravas, Alain-Didier Weill et Emil Weiss
- Société de production : Centre Georges Pompidou et Michklan World Production
- Pays :  France
- Genre : Documentaire
- Durée : 118 minutes
- Dates de sortie : 
  -  France : 28 novembre 2001

## Découpage
Ce documentaire comprend deux parties : la première, Jacques Lacan à l'œuvre, présente l'homme et le praticien et fait revivre le psychanalyste à travers les témoignages de ses compagnons de route (Serge Leclaire, Jean Clavreul, Claude Dumézil, Charles Melman...), tandis que la deuxième partie, L'œuvre de Jacques Lacan, met en lumière l'héritage laissé par le psychanalyste. (Source Allociné)